# Örményország a Junior Eurovíziós Dalfesztiválokon
Örményország tizenhét alkalommal vett részt a Junior Eurovíziós Dalfesztiválon.
Az Örmény Közszolgálati Televízió, amely 2005 óta tagja az Európai Műsorsugárzók Uniójának, és 2007-ben csatlakozott a versenyhez.
Örményország két alkalommal aratott győzelmet (2010, 2021).

## Története

### Évről évre
Örményország 2007-ben vett részt először. A verseny egyik legsikeresebb országa, mivel eddigi tizenhat szereplésük alkalmával mindig a legjobb 10-ben végeztek. Első versenyzőjük Arevik volt, aki az Erazanq című dallal, amely a döntőben egy ponttal maradt le az első helyről. A következő évben nem sikerült újra dobogós eredményt elérniük, nyolcadikak lettek. 2009-ben Luara képviselte az országot, aki ismét második helyen végzett, 5 ponttal lemaradva a győztes Hollandia után.

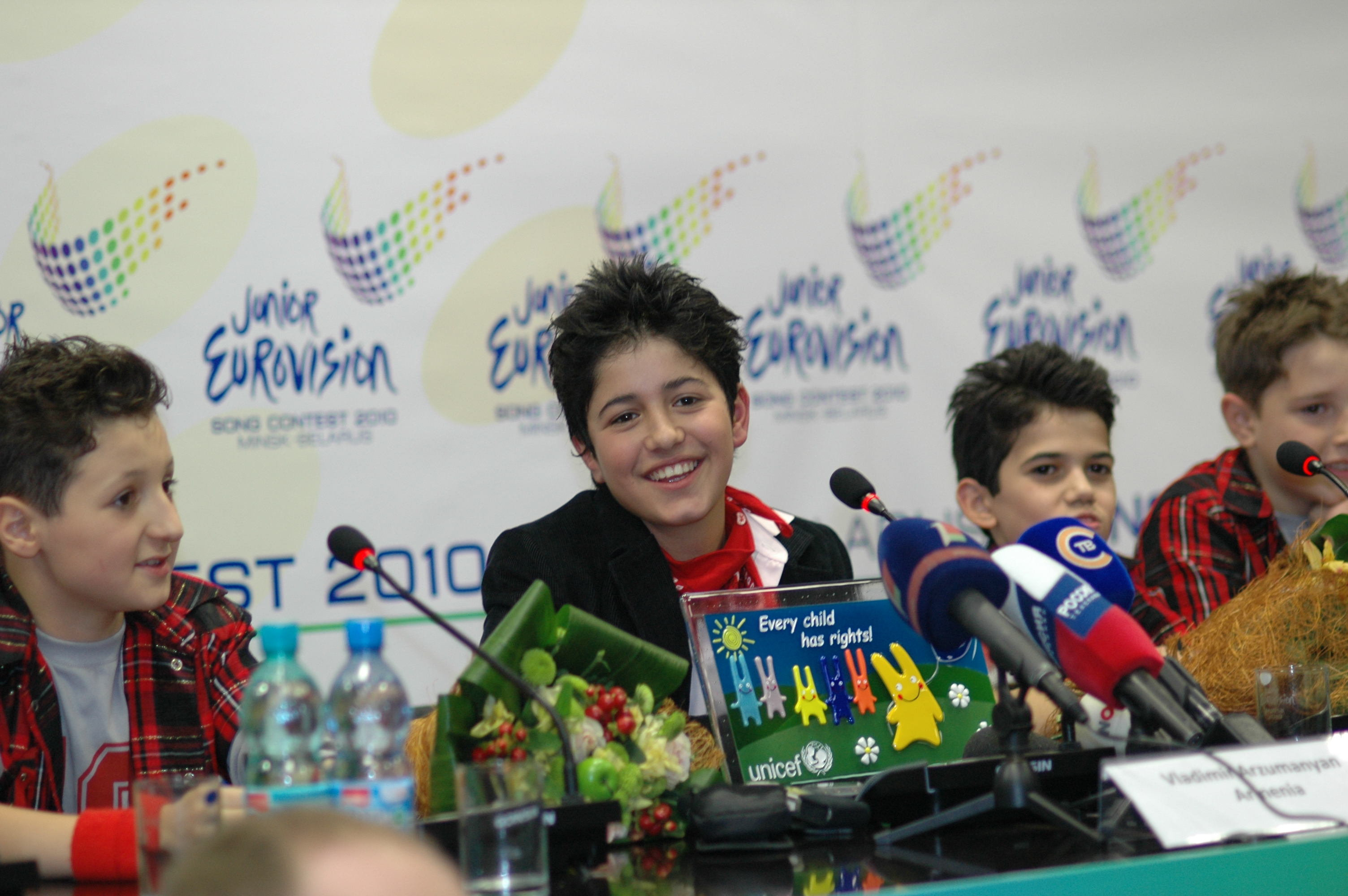
Vladimir Arzumanyan, a 2010-es dalfesztivál győztese a döntő utáni sajtótájékoztatón.

Első győzelmüket 2010-ben aratták, amikor Vladimir Arzumanyan Mama című dala a döntőben 120 ponttal első helyen végzett. A következő évben fordult elő először, hogy az előző évi győztes rendezhetett. A versenynek az ország fővárosa, Jereván adott otthont. Hazai pályán Dalita versenyezett, aki végül ötödik helyen zárt. 2012-ben ismét dobogós helyezést értek el, ezúttal az örményeket képviselő Compass Band harmadik helyezett lett. 2013-ban hatodikak lettek, egy évvel később ismét bronzérmesek. 2015-ben és 2016-ban kétszer másodikok lettek. 2017-ben nem tudták tovább megtartani a jó eredményeket, hatodikak lettek. Legrosszabb eredményüket 2018-ban és a következő évben szerezték meg, amikor kilencedik helyezettek lettek.
Annak ellenére, hogy az ország megerősítette a részvételi szándékát a 2020-as versenyre, november 5-én bejelentették, hogy visszalépésre kényszerülnek hiszen a műsorszolgáltató nem tudja befejezni a megfelelő előkészületeit a hadi törvények térségbeli bevezetése miatt, a Hegyi-Karabah-ban folyó konfliktus következtében. Debütálásuk óta ez volt az első alkalom, hogy Örményország nem vett részt a versenyen. A 2021-es versenyre az előző évre kiválasztott előadójukkal tértek vissza. Qami qami című versenydalával sikerült megszereznie az ország második győzelmét. A versenyen összesen 224 pontot gyűjtöttek össze, a résztvevő országok zsűrijénél harmadik, míg az online szavazáson első helyen végzett. 2022-ben tizenegy év után ismét Örményországban rendezték a versenyt. Az örmény képviselő Nare volt, aki második helyezett lett. 2023-ban a Yan Girls harmadik helyen végzett egy K-pop dallal. Ez volt az első ilyen stílusú dal a dalfesztivál történelmében. 2024-ben nyolcadikak lettek.

### Nyelvhasználat
Örményország eddigi tizenhét versenydalából öt örmény, tizenkettő pedig angol és örmény kevert nyelvű volt. 2021-es daluk tartalmazott egy kifejezést nyugati-örmény nyelven.

## Résztvevők
| Év   | Előadó              | Dal                   | Magyar fordítás             | Helyezés | Pontszám |
| ---- | ------------------- | --------------------- | --------------------------- | -------- | -------- |
| 2007 | Arevik              | Erazanq               | Egy álom                    | 2.       | 136      |
| 2008 | Monica Manucharova  | Im ergi hnchyune      | Dalom dallama               | 8.       | 59       |
| 2009 | Luara Hayrapetyan   | Barcelona             | —                           | 2.       | 116      |
| 2010 | Vladimir Arzumanyan | Mama                  | Anya                        | 1.       | 120      |
| 2011 | Dalita              | Welcome to Armenia    | Üdvözöljük Örményországban! | 5.       | 85       |
| 2012 | Compass Band        | Sweetie Baby          | Édes bébi                   | 3.       | 98       |
| 2013 | Monika              | Choco Factory         | Csokigyár                   | 6.       | 69       |
| 2014 | Betty               | People of the Sun     | A Nap népe                  | 3.       | 146      |
| 2015 | MIKA                | Love                  | Szerelem                    | 2.       | 176      |
| 2016 | Anahit & Mary       | Tarber                | Más                         | 2.       | 232      |
| 2017 | Misha               | Boomerang             | Bumeráng                    | 6.       | 148      |
| 2018 | L.E.V.O.N           | L.E.V.O.N             | —                           | 9.       | 125      |
| 2019 | Karina Ignatyan     | Colours of Your Dream | Álmod színei                | 9.       | 115      |
|      |                     |                       |                             |          |          |
| 2021 | Maléna              | Qami qami             | Szél szél                   | 1.       | 224      |
| 2022 | Nare                | DANCE!                | TÁNC!                       | 2.       | 180      |
| 2023 | Yan Girls           | Do It My Way          | A magam módján csinálni     | 3.       | 180      |
| 2024 | Leo                 | Cosmic Friend         | Kozmikus barát              | 8.       | 125      |
| 2025 |                     |                       |                             |          |          |

### Visszaléptetett indulók
| Év   | Előadó | Dal | Magyar fordítás |
| ---- | ------ | --- | --------------- |
| 2020 | Maléna | Why | Miért?          |

## Szavazástörténet

### 2007–2024
| Hely | Ország           | Pont |
| ---- | ---------------- | ---- |
| 1.   | Grúzia           | 167  |
| 2.   | Oroszország      | 126  |
| 4.   | Hollandia        | 88   |
| 4.   | Fehéroroszország | 85   |
| 5.   | Málta            | 76   |
| 6.   | Ukrajna          | 75   |
| 7.   | Franciaország    | 42   |
| 8.   | Észak-Macedónia  | 35   |
| 9.   | Albánia          | 27   |
| 10.  | Olaszország      | 23   |

| Hely | Ország           | Pont |
| ---- | ---------------- | ---- |
| 1.   | Grúzia           | 150  |
| 2.   | Ukrajna          | 133  |
| 3.   | Oroszország      | 122  |
| 4.   | Hollandia        | 113  |
| 5.   | Málta            | 94   |
| 6.   | Fehéroroszország | 85   |
| 7.   | Észak-Macedónia  | 81   |
| 8.   | Szerbia          | 64   |
| 9.   | Bulgária         | 60   |
| 10.  | Svédország       | 58   |

Örményország még sosem adott pontot a következő országoknak: Azerbajdzsán, Észtország, Görögország, Horvátország, Lettország, Montenegró, Wales
Örményország még sosem kapott pontot a következő országoktól: Azerbajdzsán, Wales

## Rendezések

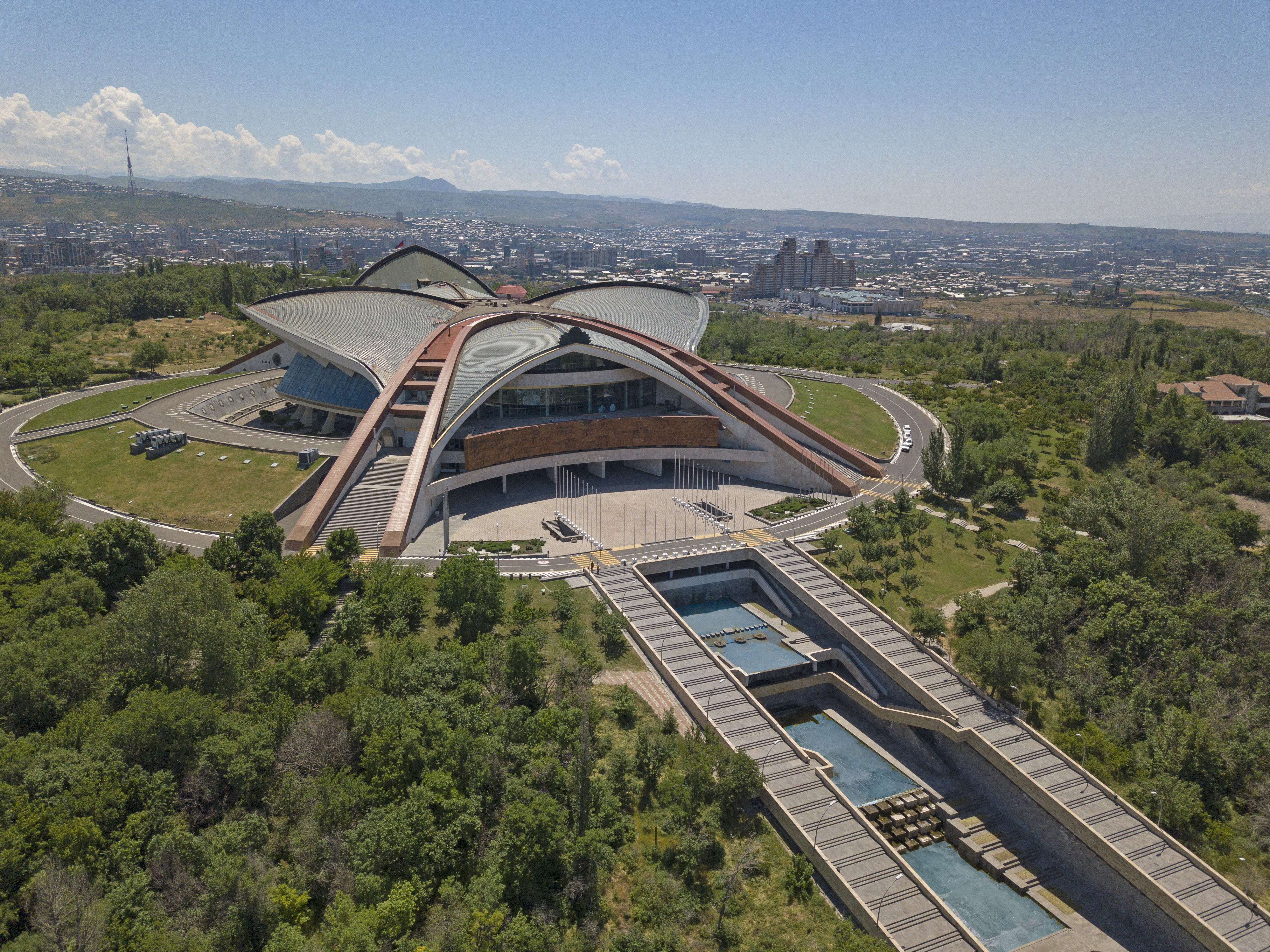
A 2011-es és 2022-es verseny helyszíne.

Örményország eddig kétszer adott otthont a Junior Eurovíziós Dalfesztiválnak.
2010-es győzelmük után 2011. január 18-án bejelentették, hogy Jereván adhat otthont a 2011-es dalversenynek. Ez volt a dalfesztivál történelmében az első olyan verseny, amelyet az előző évi győztes rendezett, valamint az első eurovíziós esemény, amelyet Örményországban tartottak. A verseny logója több különböző méretű rádiós hangsávra hasonlít, mely piros–kék–sárga színű volt, utalva a házigazda ország zászlójára. A színek az egyes országok előtti képeslapokon, az adott fellépő színeiben jelent meg. A motívum a színpadi elemeken is megjelent, mivel a háttérben szereplő LED-fal is ilyen mintájú volt. A versenyre 13 ország erősítette meg a részvételét, visszatért két kihagyott év után Bulgáia, míg Málta és Szerbia visszalépett. Először vett volna részt San Marino, de végül nem indultak el, míg Lettország az előzetes visszalépése után bejelentette, hogy mégis neveznek. A dalfesztivál műsorvezetőit 2011. november 15-én jelentették be Avet Barseghyan és Gohar Gasparyan személyében.

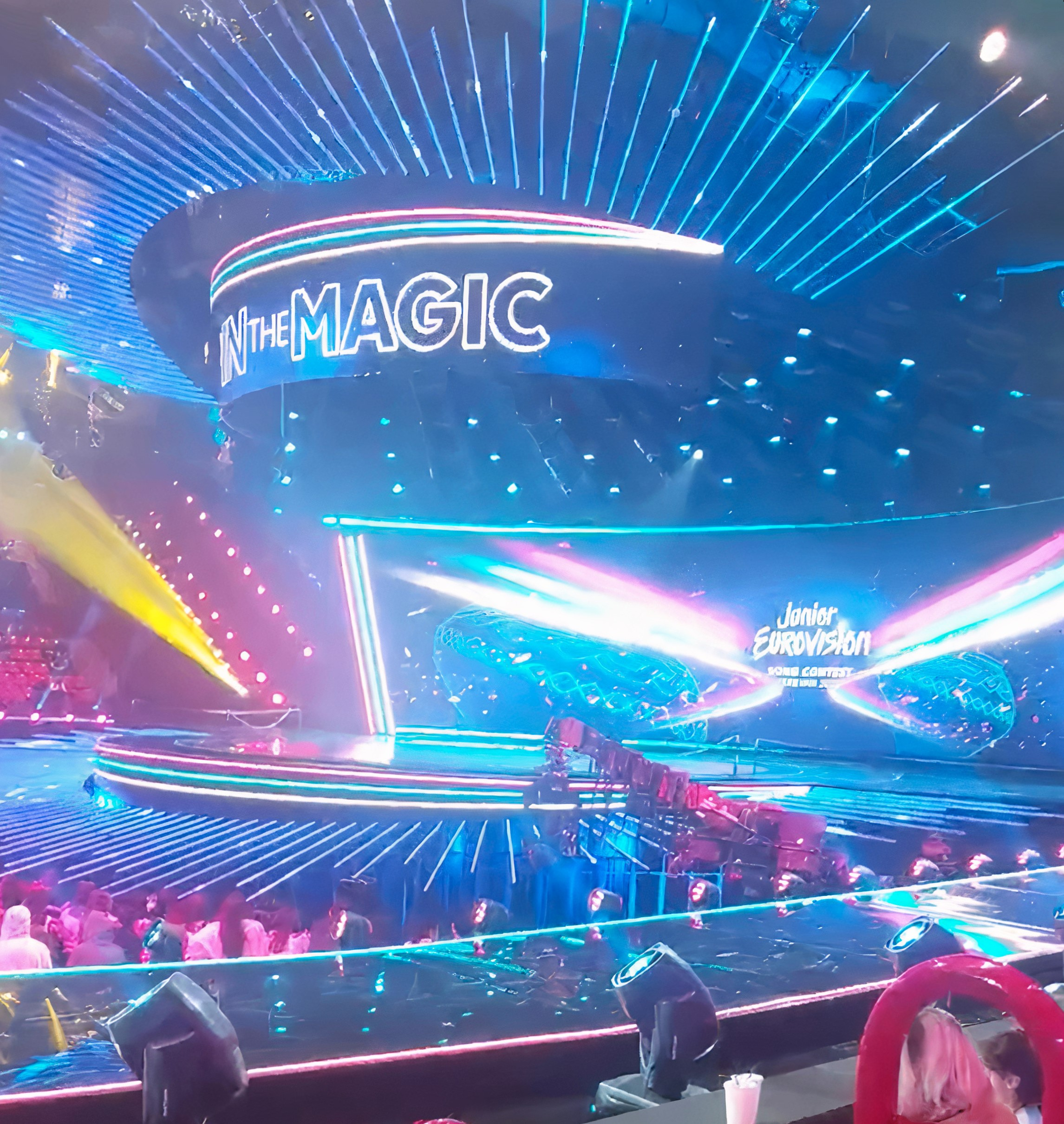
A 2022-es jereváni Junior Eurovízió színpada.

A verseny pontos helyszíne a 8 000 fő befogadására alkalmas Karen Demircsján Sport- és Koncertkomplexum volt. 2022-ben ugyanebben a helyszínben rendezik meg a dalfesztivált. Az intézmény a második a dalfesztivál történetében, mely másodjára is helyszínéül szolgált a versenynek.
2021-ben Örményország megszerezte második győzelmét, a döntőt követően pár nappal, december 21-én az EBU bejelentette, hogy 2022-ben ismét Örményország ad otthont a gyermek versenynek. 2022. szeptember 26-án mutatták be a hivatalos logót és szlogent: a logó egy gyermek játékot, fából készült búgócsigát ábrázolt örmény ornamentikával és az örmény zászló színeivel neon fényben. A logó a modern Örményországot szimbolizálta. A versenyre 16 ország erősítette meg a részvételét, visszatért tizenhét kihagyott év után az Egyesült Királyság, míg Azerbajdzsán, Bulgária, Németország és Oroszország visszalépett. A dalfesztivál megnyitó ünnepségre december 5-én került sor a Köztársaság téren. A bevonulás után a 16 résztvevő közösen kapcsolta fel Jereván karácsonyi fényeit.
| Év   | Város   | Helyszín                                    | Műsorvezető(k)                                    | Résztvevtők |
| ---- | ------- | ------------------------------------------- | ------------------------------------------------- | ----------- |
| 2011 | Jereván | Karen Demircsján Sport- és Koncertkomplexum | Avet Barseghyan és Gohar Gasparyan                | 13          |
| 2022 | Jereván | Karen Demircsján Sport- és Koncertkomplexum | Iveta Mukuchyan, Garik Papoyan és Karina Ignatyan | 16          |

## Háttér
| Év   | Rendező    | Kommentátor                                      | Pontbejelentő                                    |
| ---- | ---------- | ------------------------------------------------ | ------------------------------------------------ |
| 2007 | Rotterdam  | Gohar Gasparyan                                  | Ani Sahakyan                                     |
| 2008 | Limassol   | Gohar Gasparyan                                  | Mari Sahakyan                                    |
| 2009 | Kijev      | Gohar Gasparyan                                  | Razmik Arghajanyan                               |
| 2010 | Minszk     | Gohar Gasparyan és Artak Vandanyan               | Nadia Sargsyan                                   |
| 2011 | Jereván    | Artak Vardanyan és Marianna Javakhyan            | Razmik Arghajanyan                               |
| 2012 | Amszterdam | Gohar Gasparyan                                  | Mika                                             |
| 2013 | Kijev      | Dalita és Vahe Khanamiryan                       | David Vardanyan                                  |
| 2014 | Marsa      | Avet Barseghyan                                  | Monica Avanesyan                                 |
| 2015 | Szófia     | Avet Barseghyan                                  | Betty                                            |
| 2016 | Valletta   | Avet Barseghyan                                  | Mika                                             |
| 2017 | Tbiliszi   | Gohar Gasparyan                                  | Lilit Tokhatyan                                  |
| 2018 | Minszk     | Mika és Dalita                                   | Vardan Margaryan                                 |
| 2019 | Gliwice    | Gohar Gasparyan                                  | Erik Antonjan                                    |
| 2020 | Varsó      | Nem vettek részt és nem közvetítették a versenyt | Nem vettek részt és nem közvetítették a versenyt |
| 2021 | Párizs     | Hrachuhi Utmazyan és Arman Margaryan             | Karina Ignatyan                                  |
| 2022 | Jereván    | Hrachuhi Utmazyan és Hamlet Arakelyan            | Maléna                                           |
| 2023 | Nizza      | Hrachuhi Utmazyan és Hamlet Arakelyan            | Lino Mercier                                     |
| 2024 | Madrid     | Hrachuhi Utmazyan és Sevak Hakobyan              | Nane Andreasyan                                  |
| 2025 | Tbiliszi   |                                                  |                                                  |

## Galéria

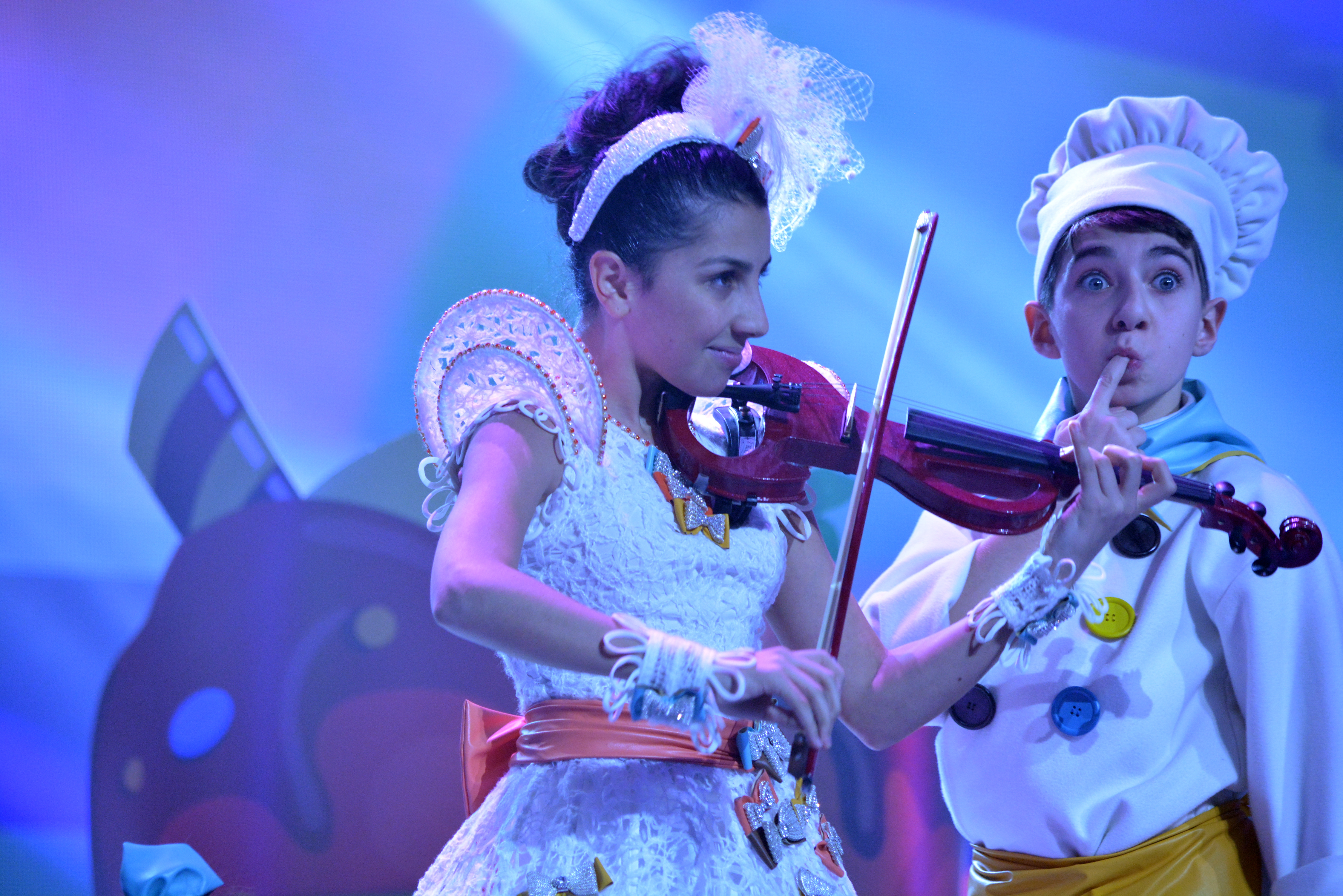
Monika Kijevben (2013)
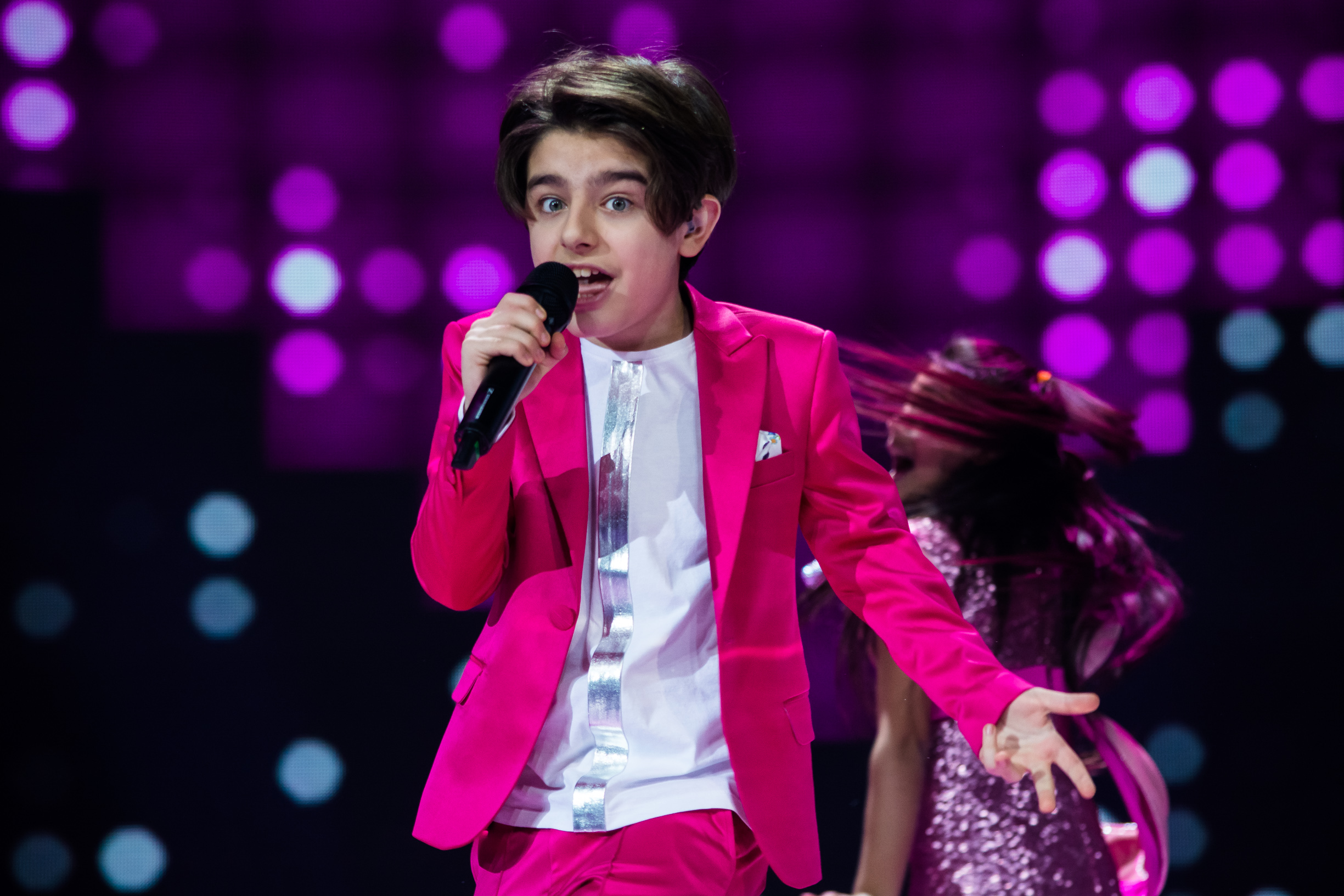
MIKA Szófiában (2015)
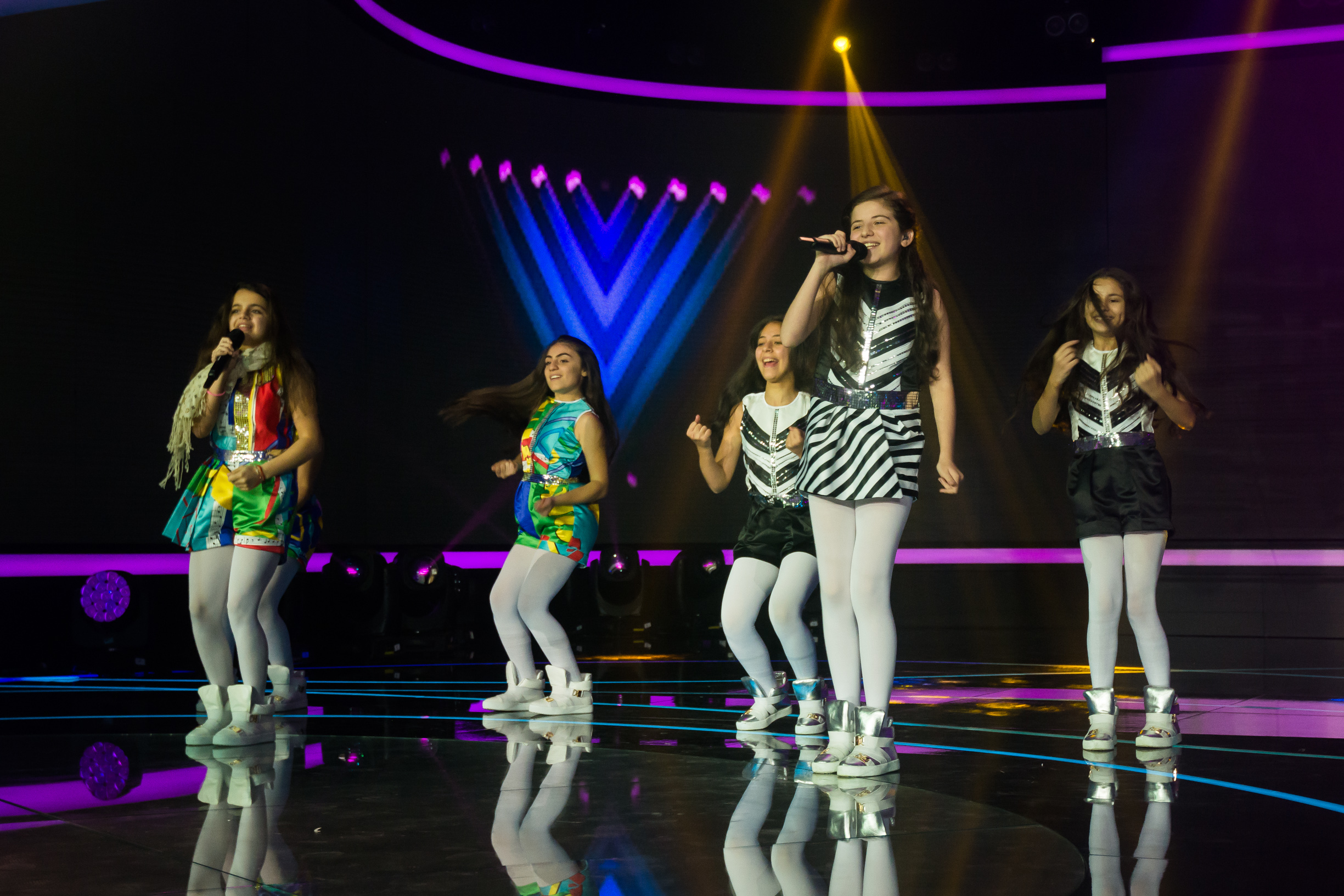
Anahit & Mary Vallettán (2016)
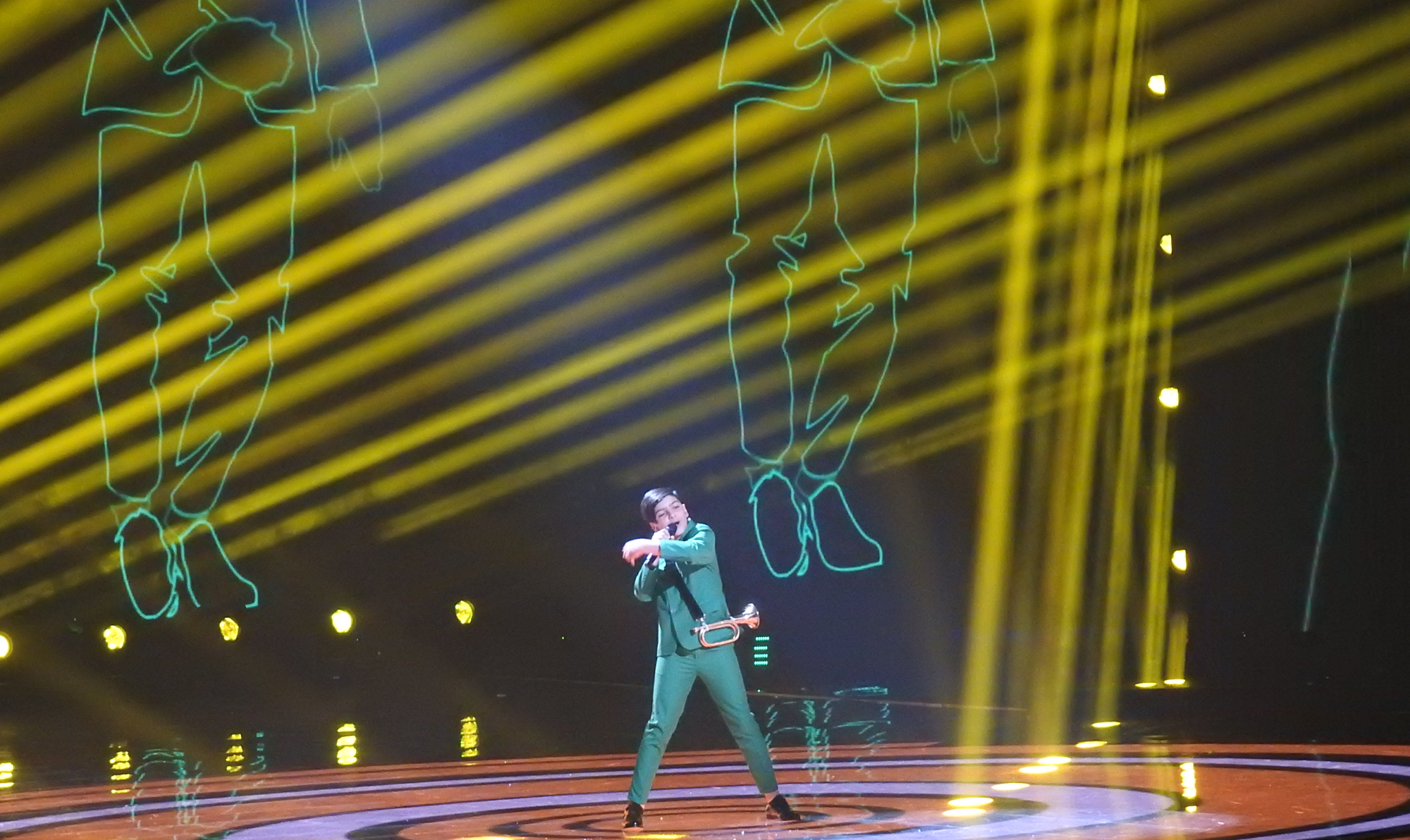
L.E.V.O.N Minszkben (2018)
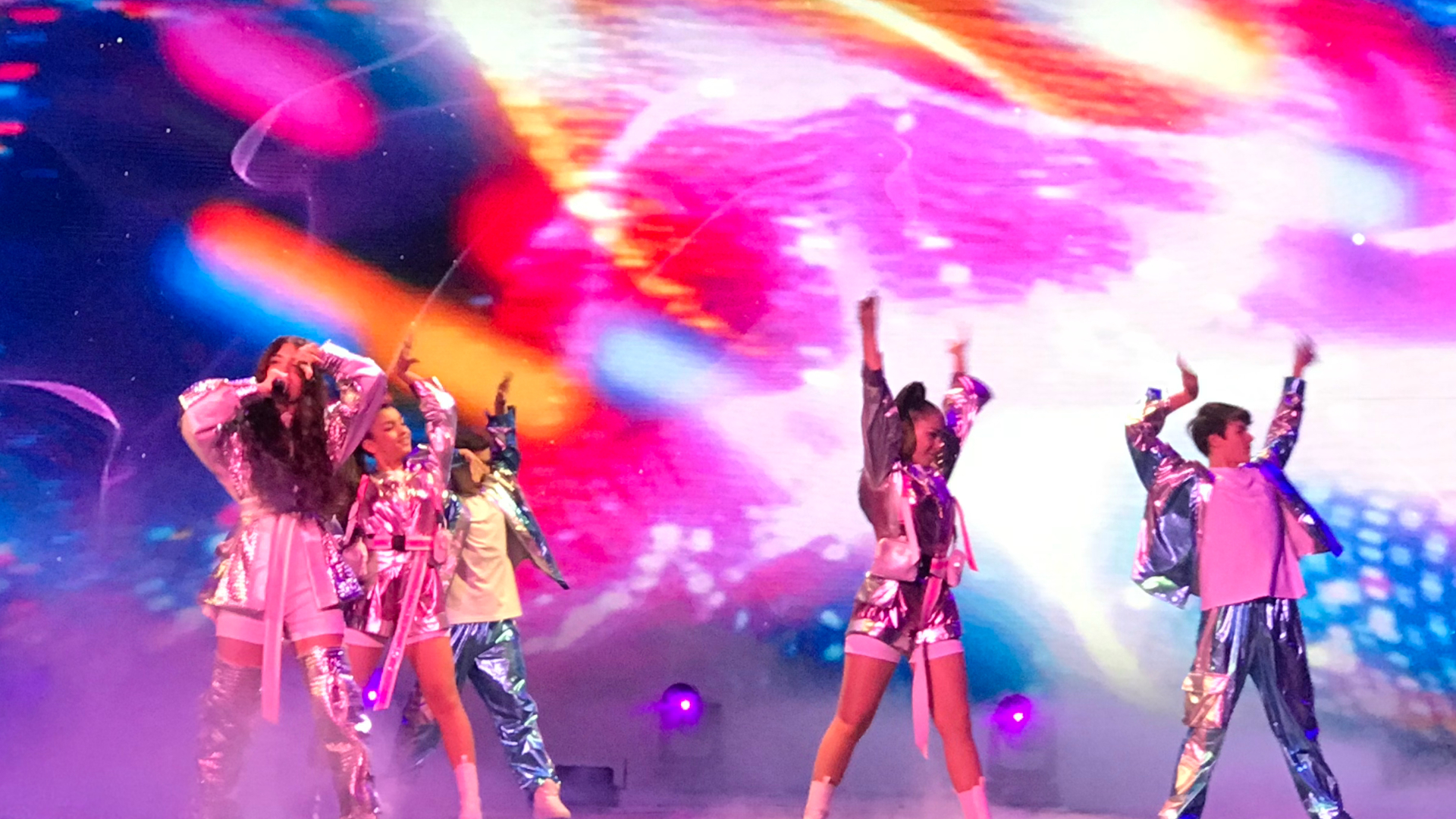
Maléna Párizsban (2021)
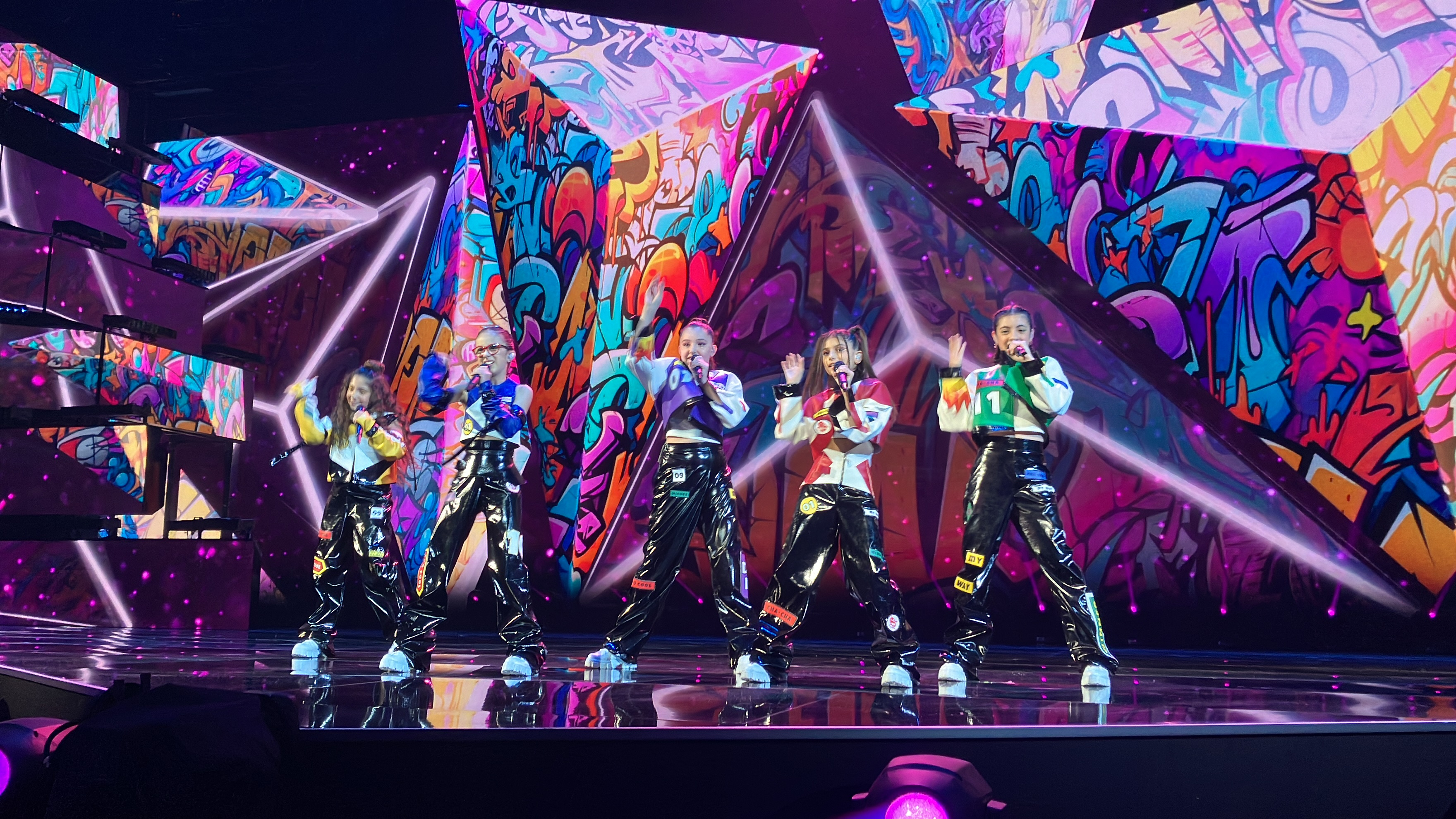
A Yan Girls Nizzában (2023)

## Lásd még
- Örményország az Eurovíziós Dalfesztiválokon
- 2011-es Junior Eurovíziós Dalfesztivál
- 2022-es Junior Eurovíziós Dalfesztivál